# Shahr-e No
Shahr-e No (Città nuova) era il quartiere a luci rosse della capitale iraniana, Teheran.
Operativo a partire dagli anni 1920, venne raso al suolo con la presa del potere islamica nel 1979. Vi lavoravano all'incirca 1.500 donne.
La Repubblica Islamica ha compiuto importanti sforzi per cancellarne la memoria storica, distruggendo libri e film che menzionavano la sua esistenza.
Le mappe della città sono contrassegnate con un rettangolo sottotitolato: "parco in costruzione".
Grazie al lavoro del fotoreporter Kaveh Golestan, con la serie la Cittadella, sono state divulgate delle immagini del quartiere scattate tra il 1975 e il '77.
Vi abitavano esclusivamente donne, mentre l'accesso era riservato agli uomini; era separato dal resto della capitale da un cancello.